# Economia do Reino Unido
O Reino Unido mantém o quinto maior Produto Interno bruto do mundo em matéria de mercado de taxas de câmbio e a décima maior paridade do poder de compra (PPC). Dentro do espaço Europeu, possui a segunda maior economia, ficando atrás apenas da Alemanha. É membro do G8, aderindo à primeira em 1973 e atuando como fundador no segundo. Sua capital e maior cidade, Londres, é considerada (ao lado da cidade de Nova York e de Tóquio) o maior e mais importante centro financeiro do mundo. Sua economia também pode ser eventualmente rotulada como Economia Anglo-Saxônica.
É constituída (em ordem decrescente de contribuição) pelas economias da Inglaterra,Escócia, País de Gales e Irlanda do Norte. Uma série de privatizações pode ser notada nos anos 80, sob o governo da primeira-ministra Margaret Thatcher, em que diversas empresas dos setores industriais e de serviços, muitas das quais nacionalizadas nos anos 40, foram vendidas à iniciativa privada. Atualmente o governo britânico mantém escassas indústrias e prestadoras de serviço sob sua coordenação, uma das quais é o seu serviço postal. A economia britânica vem experimentando crescimento contínuo há mais de 150 anos. É considerada estável por manter os níveis de inflação, especulação e desemprego relativamente baixos no cenário europeu. No entanto, detém níveis de desigualdade social mais elevados que alguns dos outros países de forte economia na Europa.
Muito embora a taxa de produtividade por pessoa empregada venha progredindo nas últimas duas décadas, ultrapassando a Alemã, ainda é 20% inferior à taxa francesa, onde os trabalhadores exercem 35 horas de trabalho semanais. A produtividade por hora trabalhada é, atualmente, semelhante à média da antiga União Europeia, quando esta ainda era constituída por 15 países, em 1995. Quanto ao Índice de Desenvolvimento Humano (IDH), o Reino Unido assume a décima oitava colocação mundial e a décima terceira entre os países europeus, o que evidencia também, a predominância destes nas primeiras colocações do índice.
O PIB britânico cresceu 2,7% em 2006 e sua expectativa de crescimento em 2007 é de 2,9%. As expectativas mais recentes porém, indicam crescimento de 3,0%. É uma economia de mercado, mantendo fortes relações econômicas com os outros países da União Europeia, com os Estados Unidos, e com os países da Commonwealth. Exporta, principalmente: maquinário, produtos químicos, veículos, alimentos, ferro, aço, metais e uísque. O país é o décimo no ranking de competitividade do Fórum Econômico Mundial.

## Comércio exterior
Em 2020, o país foi o 11º maior exportador do mundo (US $ 468,1 bilhões em mercadorias, 2,5% do total mundial). Na soma de bens e serviços exportados, chega a US $ 891,8 bilhões, ficando em 5º lugar mundial. Já nas importações, em 2019, foi o 5º maior importador do mundo: US $ 692,6 bilhões.

## Setor Primário

### Agricultura, Caça, Extrativismo e Pescaria
O Reino Unido produziu, em 2018, 13,5 milhões de toneladas de trigo (15º maior produtor do mundo); 7,6 milhões de toneladas de beterraba (10º maior produtor do mundo), que serve para produzir açúcar e etanol; 6,5 milhões de toneladas de cevada (9º maior produtor do mundo); 5 milhões de toneladas de batata (15º maior produtor do mundo); 2 milhões de toneladas de colza (9º maior produtor do mundo), e 850 mil toneladas de aveia (8º maior produtor do mundo). Além disso, neste ano, o país também produziu 824 mil toneladas de cenoura, 502 mil toneladas de maçã, 402 mil toneladas de feijão-fava e produções menores de outros produtos agrícolas.
Na pecuária, em 2018, o Reino Unido foi o 14º maior produtor mundial de carne de frango (1,7 milhões de toneladas); 16º maior produtor mundial de carne bovina (922 mil toneladas); o 11º maior produtor mundial de leite de vaca (15,3 bilhões de litros); produziu 927 mil toneladas de carne de porco; entre outros. O país é o 4º maior produtor mundial de lã e o 11º maior produtor mundial de manteiga.
Sua agricultura é intensiva e altamente mecanizada, com alta eficiência diante dos padrões europeus, produzindo cerca de 60% do alimento consumido internamente com menos de 6% da força de trabalho. Contribui com aproximadamente 6% do PIB.
Cerca de dois terços da sua produção é dedicada ao gado, cabendo o restante à agricultura. Desta, os principais itens produzidos são trigo, cevada, aveia, batatas e beterraba. Na pecuária, destaca para os gados bovino e ovino, além da expressiva avicultura, cuja produção é a segunda maior na Europa, sendo a França a primeira colocada.
Vale ressaltar que a agricultura britânica é subsidiada pela Política Agrícola Comum (PAC) da União Europeia.
O Reino Unido mantém uma significante indústria pesqueira. Sua frota trazem principalmente sardinhas e solhas. Entre suas cidades costeiras que possuem atividade pesqueira destacam-se:
Kingston upon Hull, Grimsby, Fleetwood, Great Yarmouth, Peterhead, Fraserburgh e Lowestoft.
De acordo com o The Blue Book, que reúne dados acerca da economia britânica, estes setores adicionaram em 2006, em valores brutos, £10,323 milhões à economia do Reino Unido.

## Setor Secundário

### Manufatura
O Banco Mundial lista os principais países produtores a cada ano, com base no valor total da produção. Pela lista de 2019, o Reino Unido tinha a 9ª indústria mais valiosa do mundo (US $ 243,1 bilhões).
Em 2019, o Reino Unido era o 16ª maior produtor de veículos do mundo (1,38 milhão) e o 23ª maior produtor de aço (7,2 milhões de toneladas). Em 2018 era o 8º maior produtor mundial de cerveja (à base de cevada).
Em 2003, a indústria manufatureira britânica foi responsável por 16% do produto nacional bruto e por 13% dos empregos, de acordo com o Office for National Statistiscs, órgão responsável pela coleta de estatísticas sócio-econômicas no Reino Unido. Esses números porém, demonstram apenas um declínio gradativo da importância do setor para a economia. O declínio vem ocorrendo desde os anos 60,  muito embora o setor ainda seja bastante expressivo, especialmente no tocante às exportações, já representou 83% destas em 2003. As regiões com a maior proporção de empregados no setor de manufatura são a Midlands Oriental e a Midlands Ocidental, com 19% e 18% respectivamente.
As indústrias compreendem o maior ramo deste setor, contribuindo com 30,8% do valor total bruto adicionado à manufatura em 2003. Dentro deste ramo, equipamentos de transporte foram o maior contruibuidor, com oito montadoras de nível global presentes no Reino Unido. São elas - BMW (MINI, Rolls Royce), Ford (Premier Automotive Group), General Motors (Vauxhall Motors), Honda, Nissan, Toyota e Volkswagen (Bentley) além de um significativo número de pequenas, porém especializadas, montadoras (Lotus e Morgan). Há ainda, uma gama de companhias como a Brush Traction Manufacture, cuja linha de produção é dedicada à locomotivas e outros componentes relacionados. Associados a esse setor ainda contamos com indústria aeroespacial e de defesa.
Outro importante componente do ramo industrial são os equipamentos eletrônicos, cujas firmas domésticas mais expressivas podem ser exemplificadas por Amstrad, Alba, ARM, Dyson, Glen Dimplex, Invensys, Wolfson, Linn, Nallatech e Axeon, juntamente com um número de firmas estrangeiras que produzem TVs, rádios e outros aparelhos de comunicação, instrumentos ópticos e científicos, além de computadores.
Indústrias de produtos químicos em geral também são outras importantes contribuidoras para a base manufatureira do Reino Unido. Dentro deste setor, a indústria farmacêutica é particularmente bem-sucedida, com a segunda e a terceira maiores firmas mundiais (Glaxo Smith Kline e Astra Zeneca respectivamente) sendo ambas baseadas no Reino Unido e tendo a maior parte da pesquisa e de infra-estrutura produtiva neste.
Outros setores importantes da indústria manufatureira incluem a produção de alimentos, bebidas, cigarros, impressão e publicação e têxteis. O Reino Unido também possui três das maiores companhias produtoras de bebidas alcoólicas, sendo estas a Diageo, Sabmiller e a Scottish and Newcastle.
O setor ainda inclui outras grandes companhias como a Unilever, Cadbury Schweppes, Tate & Lyle, British American Tobacco, Imperial Tobacco, EMAP, HarperCollins, Reed Elsevier, Ben Sherman, Burberry, French Connection, Reebok, Pentland Group e Umbro.
O Blue Book de 2006 indica que este setor adicionou o valor bruto de £147,469 milhões à economia britânica.

### Energia
Nas energias não-renováveis, em 2020, o país era o 19º maior produtor de petróleo do mundo, extraindo 947,2 mil barris/dia. Em 2019, o país consumia 1,11 milhões de barris/dia (19º maior consumidor do mundo). O país foi o 10º maior importador de petróleo do mundo em 2013 (1,2 milhões de barris/dia). Em 2015, o Reino Unido era o 19º maior produtor mundial de gás natural, 41,3 bilhões de m³ ao ano. Em 2010 o Reino Unido era o 4ª maior importador de gás do mundo (53,6 bilhões de m³ ao ano). Na produção de carvão, o país foi o 32º maior do mundo em 2018: 4,2 milhões de toneladas.  Em 2019, o Reino Unido também era o 9º país que mais possuía usinas atômicas em seu território - eram 15 usinas, com uma potência instalada de 8,9 GW.
Nas energias renováveis, em 2020, o Reino Unido era o 6º maior produtor de energia eólica do mundo, com 23,5 GW de potência instalada, e o 11º maior produtor de energia solar do mundo, com 13,5 GW de potência instalada.

### Mineração
O The Blue Book indica que o setor adicionou o valor bruto de £21,876 milhões à economia britânica.
O país tem uma produção mineral muito pequena. Em 2019, o país era o 17º maior produtor mundial de sal.

### Eletricidade, gás e abastecimento de água
O Blue Book de 2006 indica que este setor adicionou o valor bruto de £17,103 milhões à economia britânica. E ainda continua ate hoje

### Construção Civil
O Blue Book de 2006 indica que este setor adicionou o valor bruto de £64,747 milhões à economia britânica.

## Setor Terciário

### Serviços
É o setor dominante da economia do Reino Unido, característica normalmente associada ao grau de desenvolvimento do país. O número de empregados no setor terciário, como na vasta maioria dos países desenvolvidos, supera o do setor primário e secundário.

### Atacado e Varejo
O Blue Book de 2004 indica que este setor adicionou o valor bruto de £127,520 milhões à economia britânica.

### Turismo
Em 2018, o Reino Unido foi o 10º país mais visitado do mundo, com 36,3 milhões de turistas internacionais. As receitas do turismo, neste ano, foram de US $ 51,8 bilhões.

### Hotéis e Restaurantes
O Blue Book de 2006 indica que este setor adicionou o valor bruto de  £33,074 à economia britânica.

### Transporte e Comunicação
O Blue Book de 2006 indica que o setor de transporte e estocagem adicionou um valor bruto de £49,721  milhões à economia britânica, enquanto que o setor de comunicações adicionou £29,762 milhões

### Setor Financeiro
Londres é considerada o maior centro financeiro mundial, com serviços baseados em dois distritos em:
The City, correspondendo à própria cidade e as Docklands, ou a região dos estaleiros em uma tradução literal. The City abriga instituições tais como a London Stock Exchange (ações), Lloyds of London (seguros), e o Banco da Inglaterra. The Docklands começou seu desenvolvimento na década de 1980 e atualmente é o lar do Financial Services Authority, assim como diversas outras instituições financeiras como o Banco de Barclays, o Citigroup e o HSBC. Existem até 500 bancos com escritórios em The City a em Docklands, com a maioria dos negócios sendo conduzidos em âmbito internacional.